# Alberto Díaz Ortiz
Alberto Díaz Ortiz (Málaga, 23 de abril de 1994) es un jugador de baloncesto español que juega en el Unicaja Málaga de la liga ACB. Con 1,90 metros de altura, su puesto natural en la cancha es el de base.

## Trayectoria
Debutó en 2012 con el primer equipo del Unicaja Málaga en un encuentro en Badalona. Esa misma temporada tiene varias participaciones más en el primer equipo.
A mitad de la siguiente campaña es cedido al Basket Bilbao hasta el final de temporada. Un año más tarde también se marcha a préstamo, esta vez al Baloncesto Fuenlabrada.
A partir de la temporada 2015/16 pasa a formar parte de la primera plantilla del Unicaja Málaga.
En la temporada 2016/17 fue elegido mejor jugador de las finales de la Eurocup donde su equipo consiguió la victoria.
Ya como capitán del equipo, en la temporada 2022/23, ganó la 87.ª edición de la Copa del Rey con el Unicaja Málaga donde fue parte clave de la histórica gesta de la victoria ante Fútbol Club Barcelona, Real Madrid y Lenovo Tenerife.

### Selección nacional
Fue integrante de las selecciones júnior de la selección española. En 2013, participó en el EuroBasket Sub-18 disputado en Letonia donde España consiguió el bronce.
Al año siguiente, en 2014, disputó el EuroBasket Sub-20 de Grecia, donde la selección ganó la plata.
Desde el año 2018 es internacional absoluto con España, habiendo sido partícipe de la clasificación del equipo español para algunas competiciones.
Fue convocado por Sergio Scariolo en una lista de 22 jugadores para la preparación del Eurobasket 2022. El 8 de agosto fue descartado por no encontrarse recuperado de una lesión. Pero el 28 de agosto, una vez recuperado de sus problemas físicos, es convocado para sustituir al lesionado Sergio Llull. Durante el torneo se convierte en una pieza fundamental en defensa del combinado absoluto español. Finalmente ganaron el oro, al vencer en la final a Francia.
Durante agosto y septiembre de 2023 fue integrante de la selección de España que participó en el Mundial de 2023 celebrado en Asia, y que finalizó en noveno lugar.
Entre julio y agosto de 2024 fue parte de la selección absoluta de España, que disputó los Juegos Olímpicos de París, finalizando en décima posición.

## Logros y renocomientos
Unicaja Málaga
- Eurocup (1): 2016-17.
- Copa del Rey (2): 2023, 2025.
- Basketball Champions League (2): 2023-24, 2024-25.
- Supercopa de España (1): 2024.
- Copa Intercontinental (1): 2024.

Selección nacional
- Medalla de oro en el Eurobasket de 2022 en Alemania.
- Medalla de plata en el Europeo Sub-20 de 2014 en Grecia.
- Medalla de bronce en el Europeo Sub-18 de 2013 en Letonia.

Consideraciones individuales
- MVP de la Final de la Eurocup (1): 2016-17.

## Estadísticas durante su carrera

### Liga ACB
| Año     | Equipo               | PJ  | MPP  | %T2  | %T3  | %TL  | RPP | APP | ROB | TPP | PPP | VAL  |
| ------- | -------------------- | --- | ---- | ---- | ---- | ---- | --- | --- | --- | --- | --- | ---- |
| 2011-12 | Unicaja de Málaga    | 4   | 13.7 | .333 | .429 | .000 | 1.0 | 1.0 | 0.5 | 0.0 | 3.8 | 2.5  |
| 2012-13 | Unicaja de Málaga    | 5   | 1.8  | .000 | .000 | .500 | 0.0 | 0.0 | 0.2 | 0.0 | 0.2 | -0.6 |
| 2013-14 | Bilbao Basket        | 13  | 19.7 | .435 | .175 | .567 | 1.1 | 2.0 | 1.0 | 0.0 | 3.8 | 4.3  |
| 2014-15 | Montakit Fuenlabrada | 34  | 20.6 | .362 | .316 | .679 | 2.3 | 2.4 | 1.0 | 0.0 | 4.2 | 5.3  |
| 2015-16 | Unicaja de Málaga    | 36  | 16.7 | .472 | .346 | .796 | 1.9 | 1.7 | 1.4 | 0.0 | 4.4 | 5.3  |
| 2016-17 | Unicaja de Málaga    | 38  | 18.6 | .364 | .411 | .664 | 2.2 | 2.5 | 0.9 | 0.0 | 4.6 | 6.2  |
| 2017-18 | Unicaja de Málaga    | 36  | 21.1 | .347 | .344 | .880 | 2.4 | 2.8 | 1.0 | 0.0 | 4.9 | 6.0  |
| 2018-19 | Unicaja de Málaga    | 21  | 17.8 | .495 | .399 | .925 | 2.2 | 3.0 | 1.0 | 0.0 | 5.7 | 8.4  |
| 2019-20 | Unicaja de Málaga    | 19  | 20.3 | .485 | .322 | .881 | 2.9 | 2.5 | 0.8 | 0.0 | 5.5 | 7.7  |
| 2020-21 | Unicaja de Málaga    | 29  | 23.6 | .418 | .356 | .821 | 2.1 | 3.3 | 1.6 | 0.0 | 6.1 | 9.0  |
| 2021-22 | Unicaja de Málaga    | 33  | 20.7 | .417 | .362 | .842 | 2.2 | 2.2 | 1.5 | 0.0 | 6.4 | 7.9  |
| 2022-23 | Unicaja de Malaga    | 31  | 18.8 | .468 | .268 | .794 | 2.1 | 3.9 | 1.3 | 0.0 | 4.9 | 8.0  |
| 2023-24 | Unicaja de Malaga    | 38  | 19.8 | .400 | .417 | .872 | 3.2 | 4.1 | 1.3 | 0.0 | 5.3 | 10.7 |
| Total   | Total                | 337 | 17.9 | .384 | .318 | .709 | 1.9 | 2.4 | 1.0 | 0.0 | 4.6 | 6.2  |

### Euroliga
| Año     | Equipo            | PJ | MPP  | %T2  | %T3  | %TL  | RPP | APP | ROB | TPP | PPP |
| ------- | ----------------- | -- | ---- | ---- | ---- | ---- | --- | --- | --- | --- | --- |
| 2012-13 | Unicaja de Málaga | 1  | 8.0  | .000 | .000 | .000 | 2.0 | 0.0 | 0.0 | 0.0 | 0.0 |
| 2015-16 | Unicaja de Málaga | 24 | 14.0 | .409 | .273 | .714 | 0.7 | 1.1 | 0.6 | 0.0 | 2.1 |
| 2017-18 | Unicaja de Málaga | 30 | 19.0 | .421 | .307 | .778 | 1.5 | 2.4 | 0.8 | 0.0 | 3.8 |
| Total   | Total             | 55 | 16.6 | .410 | .294 | .760 | 1.2 | 1.9 | 0.7 | 0.0 | 3.0 |